# دونافان إيولو
دونافان إيولو (بالإسبانية: Donovan Ewolo)‏ (16 مايو 1996 في الكاميرون - ) هو لاعب كرة قدم كاميروني في مركز الهجوم يعلب حالياً في نادي خيطان الكويتي و لعب سابقاً في نادي العدالة السعودي.

## روابط خارجية
- دونافان إيولو على موقع قاعدة بيانات كرة القدم.إي يو (الإنجليزية)
- دونافان إيولو على موقع Soccerway.com (الإنجليزية)